# Troy Evans
Troy Evans, född 16 februari 1948 i Missoula, Montana, är en amerikansk skådespelare.

## Filmografi (urval)
- 1990 – Hur jag lärde en FBI-agent dansa marengo
- 1992 – Kuffs
- 1992 – Under belägring
- 1992 – Mirakel till salu
- 1994 – Den galopperande detektiven

### TV-roller i urval
- 1989–1991 – China Beach (TV-serie)
- 1990 – Twin Peaks pilotavsnitt
- 1994 – Cityakuten, avsnitt "24 Hours"
- 2000–2009 – Cityakuten (TV-serie)